# Arctia tschiliensis
Arctia tschiliensis là một loài bướm đêm thuộc phân họ Arctiinae, họ Erebidae.